# Magazyn Literacki „Książki”
Magazyn Literacki „Książki” – polski magazyn literacki wydawany co miesiąc.

## Historia
Pismo powstało w 1992 roku, powołane przez Kamila Witkowskiego, w latach 1992–2001 redaktora naczelnego. Początkowo ukazywało się nieregularnie, jako pismo literackie, drukowało utwory poetyckie i prozatorskie, głównie debiuty oraz teksty krytyczno-literackie, felietony i recenzje. W 1998 roku powołana została spółka Magazyn Literacki Sp. z o.o., która rozpoczęła wydawanie pisma w formie miesięcznika. Zastępcą redaktora naczelnego i współwydawcą został Łukasz Gołębiewski. Wówczas poszerzono też zawartość o artykuły poświęcone zagadnieniom rynku wydawniczo-księgarskiego, zwiększono nakład, wprowadzono reklamy. Pismo stopniowo ewoluowało w kierunku miesięcznika o rynku książki, szybko wypierając konkurencyjne tytuły, przede wszystkim: „Megaron” oraz „Kurier Czytelniczy”.
W maju 2001 roku miesięcznik zmienił wydawcę, rozstał się z nim też Kamil Witkowski, który założył własne wydawnictwo Nowy Świat. Nowym redaktorem naczelnym został Piotr Dobrołęcki, wydawcą zaś – spółka Biblioteka Analiz Sp. z o.o. Wówczas rozszerzono tytuł na „Magazyn Literacki Książki”, zachowując tradycję, numerację i numer ISSN (1234-0200) poprzedniego tytułu.

## Współcześnie
Obecnie „Magazyn Literacki Książki” jest największym w Polsce miesięcznikiem o książkach, co miesiąc dostarcza kilkadziesiąt recenzji, rozmowy z pisarzami, listę bestsellerów, aktualności z rynku wydawniczego i wiele tekstów publicystycznych.
Co roku ukazuje się 12 numerów oraz co najmniej cztery bezpłatne dodatki tematyczne wydawane jako osobne zeszyty.

## Nagrody
Redakcja „Magazynu Literackiego Książki” przyznaje nagrody: Książki Roku (od 2000 roku), Wydawca Roku (od 2006 roku), Nagroda im. Kallimacha (od 2009 roku – za wybitne osiągnięcia w dziedzinie edukacji) i Nagrody Magellana (od 2009 roku – dla książek turystycznych: przewodników, map i atlasów).